# Lochgilphead
Lochgilphead (gael. Ceann Loch Gilb) − miasto w Szkocji, ośrodek administracyjny hrabstwa Argyll and Bute. Zamieszkane przez 2392 osoby (2011).

## Położenie
Lochgilphead leży na końcu zatoki Loch Gilp, będącej odgałęzieniem Loch Fyne.

## Historia
Miasto powstało w 1790 roku przy okazji budowy drogi z Inveraray do Campbeltown. W 1801 roku ukończono kanał Crinan, który wzmocnił pozycję Lochgilphead jako leżącego na przecięciu dwóch szlaków komunikacyjnych.